# Santiago Tezontlale
Santiago Tezontlale es una localidad de México perteneciente al municipio de Ajacuba en el estado de Hidalgo.

## Geografía
A la localidad le corresponden las coordenadas geográficas 20° 9’ 45.006” de latitud norte y 99° 5’ 59.543” de longitud oeste, con una altitud de 2102 m s. n. m. Se encuentra a una distancia aproximada de 8.78 kilómetros al norte de la cabecera municipal, Ajacuba.
En cuanto a fisiografía se encuentra dentro de la provincia del Eje Neovolcánico dentro de la subprovincia de Llanuras y Sierras de Querétaro e Hidalgo; su terreno es de llanura. En lo que respecta a la hidrología se encuentra posicionado en la región Panuco, dentro de la cuenca del río Moctezuma, en la subcuenca del río Tula. Cuenta con un clima semiseco templado.

## Demografía
En 2020 registró una población de 4558 personas, lo que corresponde al 24.15 % de la población municipal. De los cuales 2215 son hombres y 2343 son mujeres. Tiene 1205 viviendas particulares habitadas.
| Gráfica de evolución demográfica de Santiago Tezontlale entre 1900 y 2020                    |
|                                                                                              |
| Población de los censos y conteos del Instituto Nacional de Estadística y Geografía (INEGI). |

## Economía
La localidad tiene un grado de marginación medio y un grado de rezago social muy bajo.